# Hylopezus dives
Hylopezus dives là một loài chim trong họ Grallariidae.